# Události předcházející útoku na Pearl Harbor
Druhá světová válka začala v Evropě 1. září 1939 německým napadením Polska. V Asii pak de facto začala válka dříve, incidentem na mostě Marca Pola v červenci 1937, čímž vypukla Druhá čínsko-japonská válka, která skončila až po Druhé světové válce, 9. září 1945. Situace na Americkém kontinentu pak byla "klidnější", většina států včetně USA měla status neutrální země a do války přímo nezasahovali, pouze podporovali ekonomicky jednu ze stran, většinou však jen Spojence. Tento postoj se změnil v neděli 7. prosince 1941, kdy Japonsko napadá Pearl Harbor, čímž den na to, v pondělí 8. prosince vstupuje USA do války na straně Spojenců. Níže uvedené události pak pokrývají problematiku vztahů USA k Japonsku a popisují přípravy japonského útoku.

## Pozadí konfliktu
Napětí mezi USA, západní Evropou na jedné straně a Japonska na druhé straně začalo vzrůstat za vlády japonského císaře Hirohita, která započala v roce 1928 a skončila až v roce 1989. Japonsko za jeho vlády, ještě daleko před 2. světovou válkou, v roce 1931 obsadilo Mandžusko, s čímž samozřejmě západní země včetně USA nesouhlasily, což se projevilo na jejich vztazích s Japonskem. To si dále dalo za cíl vytvořit Velkou východoasijskou sféra vzájemné prosperity, která by sdružovala loutkové a okupované země Japonskem. Tato sféra byla nakonec oficiálně vytvořena až v roce 1941. V březnu 1933 bylo Japonsko vyloučeno ze Společnosti národů za anexi Mandžuska. V červenci 1937 vypuká Druhá čínsko-japonská válka.
Západní mocnosti (USA, Velká Británie, Francie a další) opět odsoudily japonský útok na Čínu a začali se obávat o svá území v Asii. V průběhu roku 1938 tak zvýšila vláda USA diplomatický tlak na Japonsko, zrušila předchozí dohody s Japonském z roku 1911 a zavedlo embargo na vývoz leteckého benzínu do Japonska. Vypovězení smluv, embargo ani jeho rozšíření v roce 1941 nebránilo Japonsku v pokračování války s Čínou, podepsání Paktu tří a rozšíření OSY na tři státy.